# Liguilla Pre-Libertadores 2013 (Chile)
La Liguilla Pre-Libertadores 2013 fue la 27.º edición de la Liguilla Pre-Libertadores, mini competición de fútbol profesional de Chile que sirve como clasificatoria para la Copa Libertadores de América.
Su organización estuvo a cargo de la Asociación Nacional de Fútbol Profesional de Chile (ANFP) y contó con la participación de cuatro equipos. La competición se disputó bajo el sistema de eliminación directa, en dos ruedas.
El equipo que resultase campeón de este "mini torneo" clasificaría directamente a la Copa Libertadores, en su fase previa, mientras que el equipo perdedor de la final gana un cupo para la Copa Sudamericana 2014, en la misma fase.
El torneo comenzó el viernes 13 de diciembre, con el partido entre Universidad de Chile y Palestino, y más tarde entre Deportes Iquique y Universidad Católica.
La competencia fue ganada por la Universidad de Chile, quien superó a Deportes Iquique en la final de ésta por un marcador global de 5-0, y selló su cupo para la Copa Libertadores 2014, mientras que Deportes Iquique consiguió un cupo para la Copa Sudamericana del mismo año. Los azules consiguieron su tercera liguilla.

## Desarrollo
Los equipos clasificados a la Liguilla fueron los que terminaron en los puestos del segundo al quinto en el Torneo Apertura 2013.
Universidad Católica, Universidad de Chile, Palestino y Deportes Iquique disputan la liguilla en formato de eliminación directa, en el cual los goles de visita no serán válidos en ninguna de las fases. Unión Española, que finalizó el torneo en el tercer lugar, no jugó la liguilla por estar previamente clasificada a la Copa Libertadores 2014 al ser campeón del Torneo Transición 2013, y debido al reglamento un equipo no puede participar en 2 torneos el mismo año.
En semifinales Universidad de Chile enfrenta a Palestino y Universidad Católica juega con Deportes Iquique en partidos de ida y vuelta.

## Equipos participantes
| Equipo               | Vía de clasificación                   |
| -------------------- | -------------------------------------- |
| Universidad Católica | Segundo lugar del Torneo Apertura 2013 |
| Universidad de Chile | Cuarto lugar del Torneo Apertura 2013  |
| Palestino            | Quinto lugar del Torneo Apertura 2013  |
| Deportes Iquique     | Sexto lugar del Torneo Apertura 2013   |

|  | Semifinal            | Semifinal            | Semifinal        | Semifinal | Semifinal |   |                      | Final                | Final | Final | Final | Final |
|  |                      |                      |                  |           |           |   |                      |                      |       |       |       |       |
|  | Universidad de Chile | Universidad de Chile | 1                | 3         | 4         |   |                      |                      |       |       |       |       |
|  | Palestino            | Palestino            | 1                | 1         | 2         |   |                      |                      |       |       |       |       |
|  |                      |                      |                  |           |           |   | Universidad de Chile | Universidad de Chile | 1     | 4     | 5     |       |
|  |                      | Deportes Iquique     | Deportes Iquique | 0         | 0         | 0 |                      |                      |       |       |       |       |
|  | Universidad Católica | Universidad Católica | 2                | 1         | 3 (2)     |   |                      |                      |       |       |       |       |
|  | Deportes Iquique     | Deportes Iquique     | 2                | 1         | 3 (3)     |   |                      |                      |       |       |       |       |

- Nota: En cada llave, el equipo ubicado en la primera línea es el que ejerce la localía en el partido de vuelta.

### Semifinal
| 13 de diciembre de 2013, 19:30 | Palestino | 1:1 (0:0) | Universidad de Chile | Santa Laura Universidad SEK, Independencia, Santiago      |                                                           |
|                                | López 66' | Reporte   | Díaz 64' (pen.)      | Asistencia: 4.592 espectadores Árbitro(s): Julio Bascuñán | Asistencia: 4.592 espectadores Árbitro(s): Julio Bascuñán |

| 16 de diciembre de 2013, 19:00 | Universidad de Chile              | 3:1 (2:0) (Global 4:2) | Palestino     | Santa Laura Universidad SEK, Independencia, Santiago    |                                                         |
|                                | R. Rojas 7', 74' · Lorenzetti 38' | Reporte                | Gutiérrez 55' | Asistencia: 9.991 espectadores Árbitro(s): Jorge Osorio | Asistencia: 9.991 espectadores Árbitro(s): Jorge Osorio |

| 13 de diciembre de 2013, 22:00 | Deportes Iquique        | 2:2 (1:2) | Universidad Católica     | Tierra de Campeones, Iquique                            |                                                         |
|                                | Díaz 45+1' · Caroca 47' | Reporte   | R. Costa 11' · Muñoz 29' | Asistencia: 3.756 espectadores Árbitro(s): Claudio Puga | Asistencia: 3.756 espectadores Árbitro(s): Claudio Puga |

| 16 de diciembre de 2013, 21:30 | Universidad Católica                       | 1:1 (1:0) (2 – 3 p.)(Global 3:3) | Deportes Iquique                                  | San Carlos de Apoquindo, Las Condes, Santiago             |                                                           |
|                                | Jadue 13'                                  | Reporte                          | Villalobos 77'                                    | Asistencia: 7.600 espectadores Árbitro(s): Patricio Polic | Asistencia: 7.600 espectadores Árbitro(s): Patricio Polic |
|                                |                                            | Tiros desde el punto penal       |                                                   |                                                           |                                                           |
|                                | Ramos · Ríos · R. Costa · T. Costa · Andía |                                  | Zenteno · Romero · Á. Delgado · Díaz · Villalobos |                                                           |                                                           |

### Final
| 19 de diciembre de 2013, 22:00 | Deportes Iquique | 0:1 (0:1) | Universidad de Chile | Estadio Tierra de Campeones, Iquique                     |                                                          |
|                                |                  | Reporte   | Díaz 35'             | Asistencia: 6.411 espectadores Árbitro(s): Enrique Osses | Asistencia: 6.411 espectadores Árbitro(s): Enrique Osses |

| 22 de diciembre de 2013, 18:00 | Universidad de Chile                               | 4:0 (2:0) (Global 5:0) | Deportes Iquique | Estadio Nacional Julio Martinez, Santiago                  |                                                            |
|                                | Fernández 5' · Aránguiz 10' · Díaz 76', 86' (pen.) | Reporte                |                  | Asistencia: 22.476 espectadores Árbitro(s): Eduardo Gamboa | Asistencia: 22.476 espectadores Árbitro(s): Eduardo Gamboa |

Clasificados
| (Ganador Final Liguilla) Universidad de Chile Clasificado a Copa Libertadores 2014 como «Chile 3» | (Perdedor Final Liguilla) Deportes Iquique Clasificado a Copa Sudamericana 2014 como «Chile 4» |

## Ganador
| Chile                                   |
| Ganador Universidad de Chile            |
| Clasificado a la Copa Libertadores 2014 |